# Округ Брадфорд (Пенсилванија)
Округ Брадфорд (енгл. Bradford County) је округ у америчкој савезној држави Пенсилванија.

## Демографија
По попису из 2010. године број становника је 62.622, што је 139 (-0,2%) становника мање него 2000. године.
| Група             | 2000.          | 2010.          |
| Белци             | 61.219 (97,5%) | 60.584 (96,7%) |
| Афроамериканци    | 251 (0,4%)     | 311 (0,5%)     |
| Азијати           | 285 (0,5%)     | 339 (0,5%)     |
| Хиспаноамериканци | 398 (0,6%)     | 702 (1,1%)     |
| Укупно            | 62.761         | 62.622         |